# Phyllodoce laminosa
Phyllodoce laminosa är en ringmaskart som beskrevs av Savigny in Lamarck 1818. Phyllodoce laminosa ingår i släktet Phyllodoce och familjen Phyllodocidae. Arten har ej påträffats i Sverige. Utöver nominatformen finns också underarten P. l. brevis.